# Grand lac d'Oro
Le grand lac d'Oro (gran lavu d'Oru en corse), grand par opposition au petit lac d'Oru situé en contrebas, est un lac de Corse situé dans le massif du Monte Rotondo à 1 970 m d'altitude, au pied du Monte d'Oro.

## Géographie
Il n'a pas d'émissaire, mais est situé sur le bassin hydrographique de la rivière Vecchio et donc du fleuve Tavignano, un des trois plus longs fleuves de Corse.